# Nederlandse Cultuurgemeenschap
De Nederlandse Cultuurgemeenschap was van 1971 tot 1980 de voorloper van de Vlaamse Gemeenschap in België.
Bij de staatshervorming van 1970 werd in de Belgische Grondwet een bescheiden stap gezet naar culturele autonomie.  Er werden drie cultuurgemeenschappen ingesteld: een Nederlandse, een Franse en een Duitse.  Deze werden bevoegd voor aangelegenheden die met taal en cultuur te maken hadden, bijvoorbeeld de radio- en televisie-uitzendingen, en in beperkte mate ook onderwijs.